# Phyllonorycter dubiosella
Phyllonorycter dubiosella är en fjärilsart som först beskrevs av Maximilian Ferdinand Wocke 1877.  Phyllonorycter dubiosella ingår i släktet guldmalar, och familjen styltmalar.
Artens utbredningsområde är Österrike. Inga underarter finns listade i Catalogue of Life.